# Physoconops parvus
Physoconops parvus är en tvåvingeart som först beskrevs av Samuel Wendell Williston  1892.  Physoconops parvus ingår i släktet Physoconops och familjen stekelflugor. Inga underarter finns listade i Catalogue of Life.